# 24916 Stelzhamer
24916 Stelzhamer è un asteroide della fascia principale. Scoperto nel 1997, presenta un'orbita caratterizzata da un semiasse maggiore pari a 2,4434684 UA e da un'eccentricità di 0,1140319, inclinata di 2,44991° rispetto all'eclittica.